# Sybil Werden
Pour les articles homonymes, voir Werden.
Sybil Barbara Astrid Werden (née le 3 septembre 1924 à Berlin, morte le 27 juillet 2007 à Munich) est une actrice et danseuse allemande.

## Biographie
Werden est la fille de l'actrice de cinéma muet Margit Barnay et de Hans Schmidt-Werden, architecte. Après une formation auprès de Tatjana Gsovsky, elle est d'abord danseuse soliste au Staatsoper Berlin et à Munich de 1945 à 1951. En 1952, elle fait ses débuts au cinéma avec La Dernière Ordonnance. Werden épouse l'acteur Harald Juhnke (de) au printemps 1952. Leur fille Barbara naît en 1953 mais meurt à l'âge de quatorze mois. Leur fils Peer naît en 1956 ; il deviendra chirurgien. La même année, l'actrice prend sa retraite de sa profession. Le couple divorce en 1962.
Werden meurt en 2007 et est enterrée dans le cimetière boisé de Berlin-Dahlem, tout près de Harald Juhnke.

## Filmographie
- 1952 : La Dernière Ordonnance
- 1953 : L'Amoureuse Aventure (de)
- 1953 : Sérénade de la rue
- 1954 : Boulevard des plaisirs (de)
- 1955 : Docteurs et Infirmières
- 1955 : Griff nach den Sternen
- 1955 : Mon ami le clown
- 1963 : Hafenpolizei (série télévisée) : Die Falschmünzer
- 1963–1964 : Meine Frau Susanne (série télévisée, 6 épisodes)
- 1965 : Das Kabinett des Professor Enslen (TV)